# Al Thornton
Al Thornton (Perry (Geórgia), 7 de dezembro de 1983) é um jogador norte-americano de basquete profissional que atuou na National Basketball Association (NBA). Foi o número 14 do Draft de 2007.